# アレクサンダー・バインダー (写真家)
アレクサンダー・バインダー（ビンダー）（Alexander Binder、1888年4月17日 - 1929年2月25日）はアレクサンドリア出身・ドイツで活動した写真家。

## ギャラリー

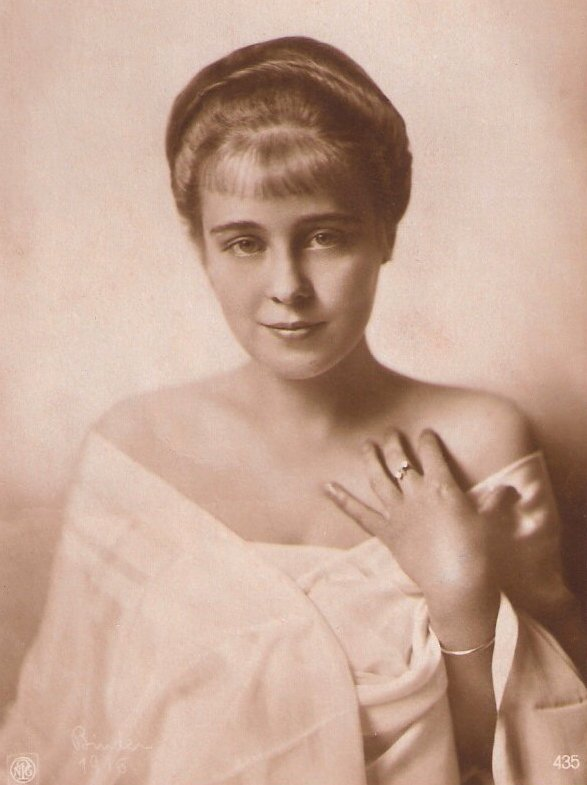
Käthe Haack, um 1916
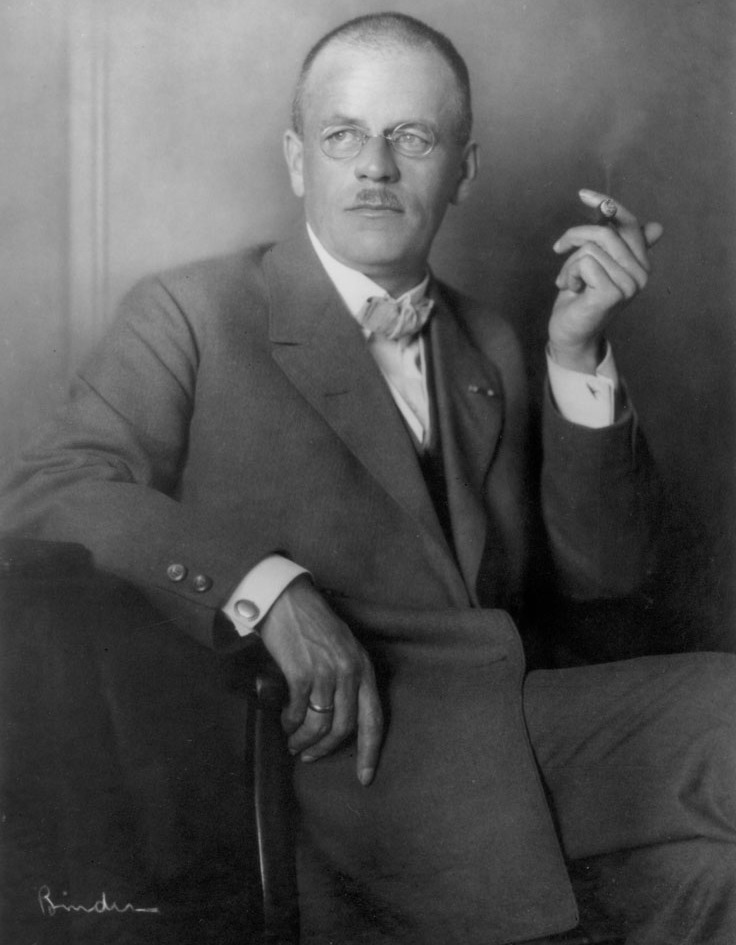
Georg Heinrich Emmerich, vor 1917
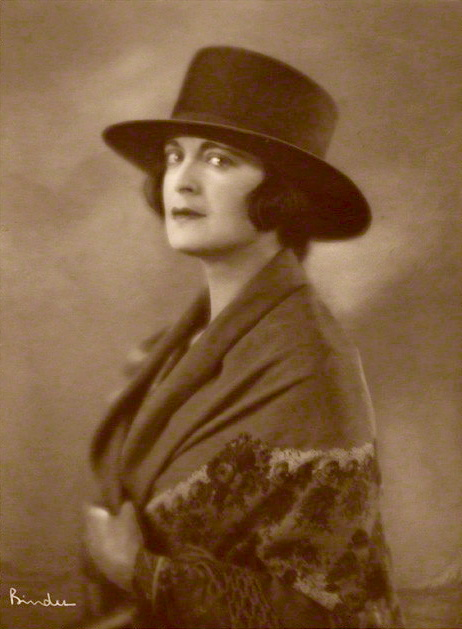
ハリエット・コーエン, um 1920
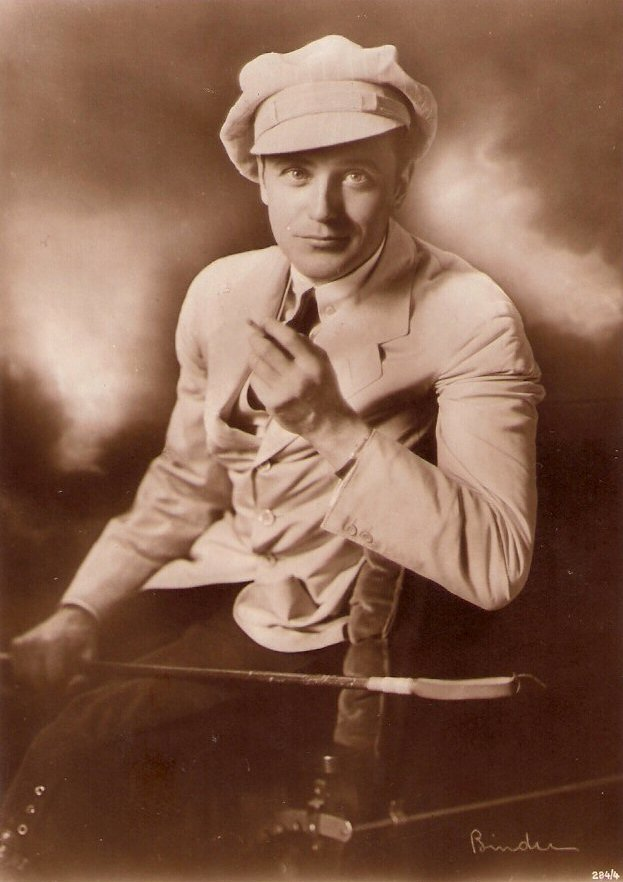
Harry Liedtke, um 1920
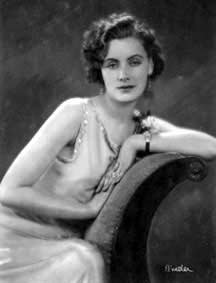
グレタ・ガルボ, 1925
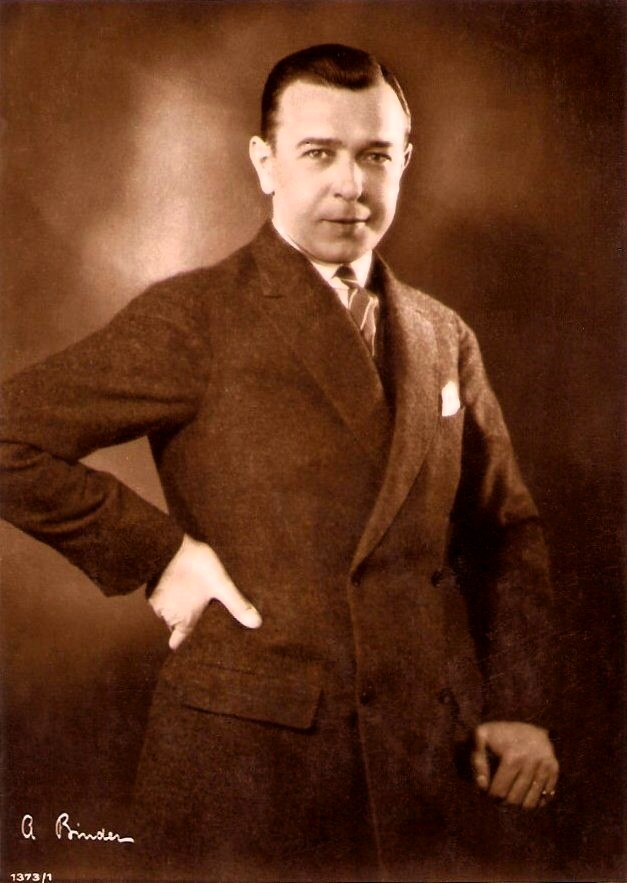
Georg Alexander, um 1927
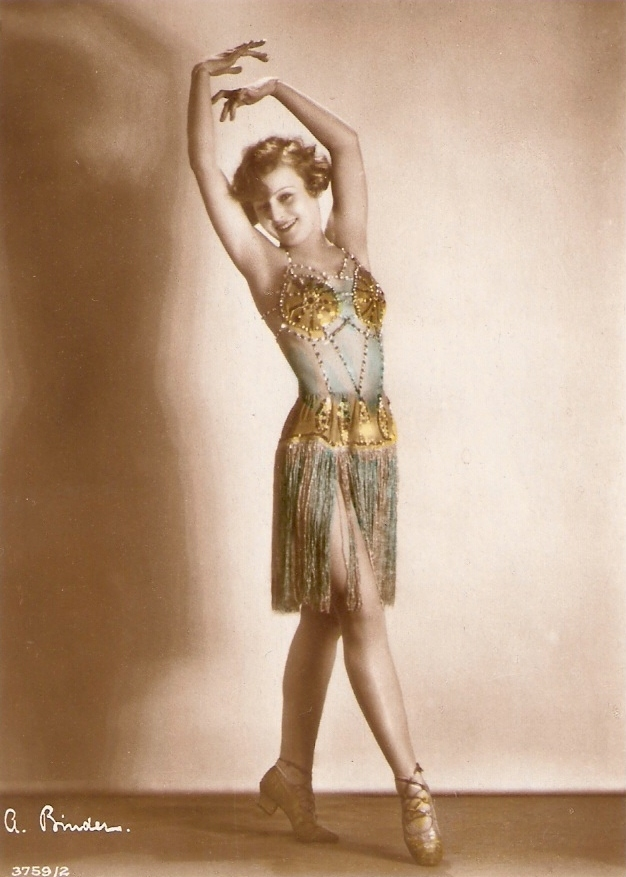
リリアン・ハーヴェイ, um 1928